# 요하네스 외콜람파디우스
요하네스 외콜람파디우스(독일어: Johannes Oekolampadius, 1482년 ~ 1531년 11월 24일)는 팔츠 선제후국 출신의 개혁전통에 속한 독일 종교개혁가이다. 츠빙글리와 함께 마르부르크 회의 참석하였교 성찬논쟁에서 루터의 문자적 해석에 동의하지 않고 츠빙글리의 신학의 견해를 따랐다. 스위스 개혁교회의 감독인 개혁교회 회장을 하였다. 그는 바인스베르크에서 출생하여 하이델베르크 대학교, 튀빙겐 대학교, 바젤 대학에서 수학하고 신학박사학위 취득(1518)후 바젤 대학교 신학 교수 등을 지내며 츠빙글리와 함께 스위스 종교개혁 수행에 전력했다. 1523년에는 바젤 복음주의교회의 개혁의 발단이 된 성서강해(이사야서)를 발표했으며, 1530년 획기적인 교회규정(장로제)를 창시했다. 그의 아내는 비브란디스 로젠블라트는 내조의 삶을 통해 그의 종교개혁을 도왔다.

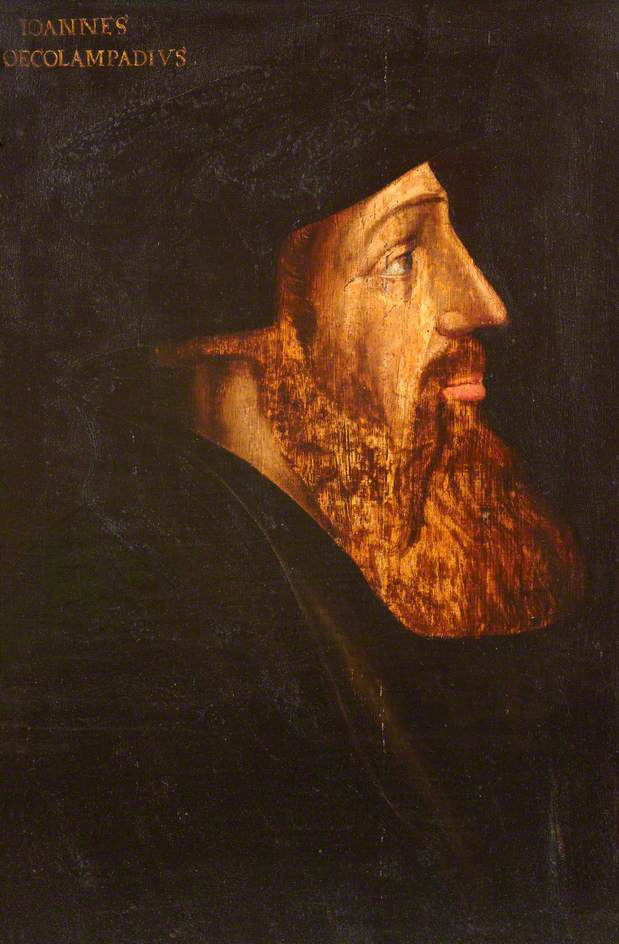
요하네스 외콜람파디우스 한스 아스페라 작

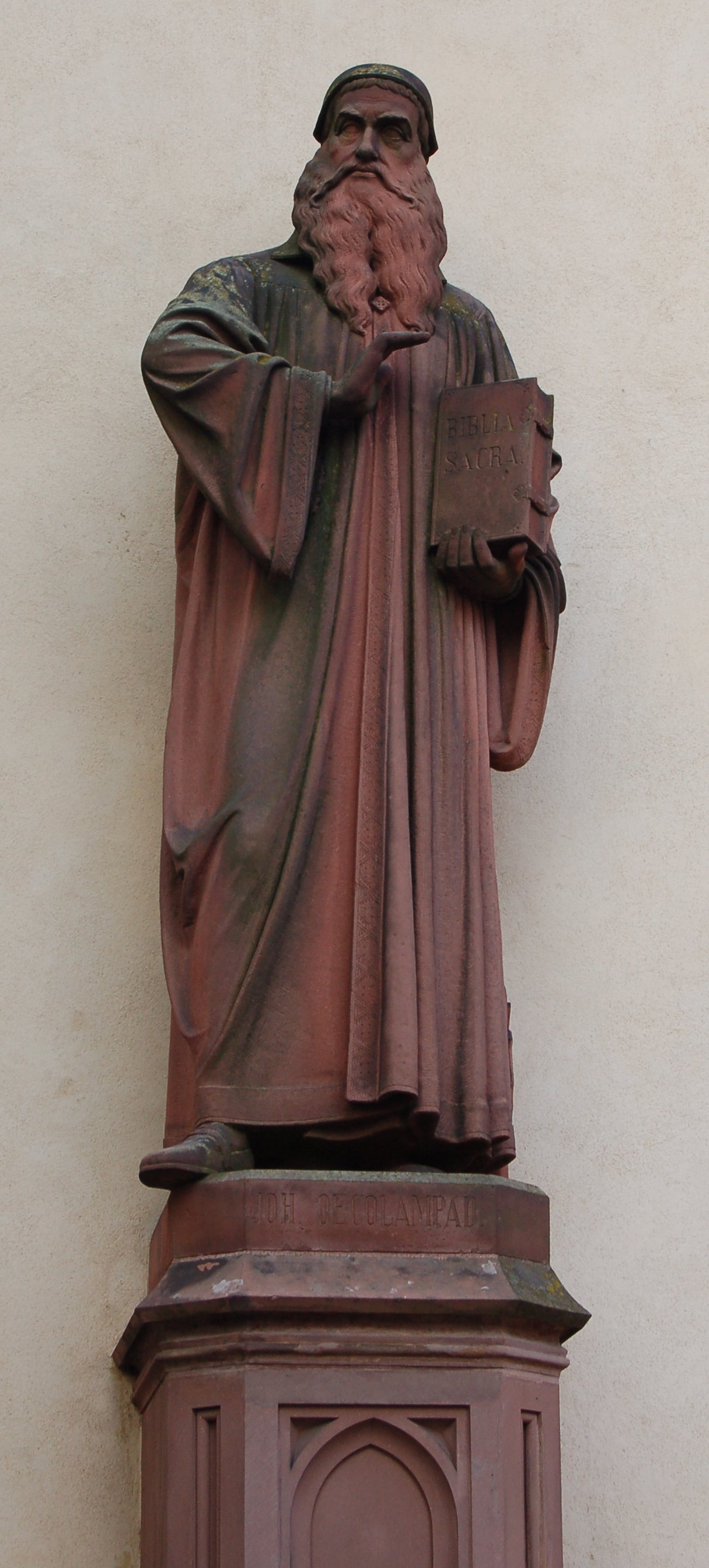
바젤 민스터에 있는 외콜람파디우스

## 신학
외콜람파디우스는 언어에 능숙하여 에라스무스의 헬라어 신약성경 편집시 히브리어 자문을 도왔다.1522년에 외콜람파디우스는 바젤 시의회의 요청으로 이사야서를 설교하기 위해 바젤로 돌아갔다. 그곳에 체류하는 동안 그는 요하네스 크리소스톰(John Chrysostom)의 창세기 설교 시리즈를 포함한 몇몇 작품들을 번역하여 출간하였다. 이 작품들에 영향을 받은 종교개혁자들은 크리소스톰에 의해서 옹호된 성경의 문법적이고 역사적인 주해 방법을 채택하였다. 또한 이미 울리히 츠빙글리(Huldrych Zwingli)의 영향권에 들어가 있던 그는 바젤의 개혁 운동에 주도적으로 관여하였다. 그의 영향력이 점차 확대되자, 1525년에는 바젤 대학교의 성경학 교수로 초빙되기도 하였다. 그 후 그는 1528년에 잠시 동안 베른에 체류하였는데, 그곳에서 부처와 쯔빙글리 그리고 볼프강 카피토(Wolfgang Capito)를 도와서 베른의 개혁을 일구어 내는 데에 일조하였다. 외콜람파디우스가 개혁교회에 끼친 가장 큰 신학적 영향은 치리에 대한 그의 가르침이라고 한다. 그는 1518년에 바젤 주교관구의 치리권을 설명하기 위해 초대교회의 교부들의 치리에 호소한 적이 있는데, 그 이후로 교회의 치리는 교회의 본질에 속한 것이라 확신하게 되었다. 이때부터 그의 설교와 저술에서 공적인 죄에 대한 “공적인 치리” 혹은 “출교”의 근거와 당위성에 대한 설명은 점증하게 되었고, 따라서 1526년 바젤 예배규정에 출교가 중요하게 위치하고 있다고 한다.

## 같이 보기
- 비브란디스 로젠블라트
- 스위스 종교개혁
- 취리히 종교개혁
- 볼프강 카피토
- 마르틴 부처